# Rome (Contea di Jefferson, Wisconsin)
Rome è un census-designated place (CDP) degli Stati Uniti d'America, situato in Wisconsin, nella contea di Jefferson.

## Geografia fisica
Secondo lo United States Census Bureau ha un'area di 10.2 km² di cui 9.6 km² di terra e 0.5 km² di acqua.